# 7733 Segarpassi
7733 Segarpassi è un asteroide della fascia principale. Scoperto nel 1979, presenta un'orbita caratterizzata da un semiasse maggiore pari a 2,3737391 au e da un'eccentricità di 0,1535004, inclinata di 3,83837° rispetto all'eclittica.
L'asteroide è dedicato all'artista australiano Segar Passi.